# Бермуди на Светском првенству у атлетици на отвореном 2013.
Бермуди су на Светском првенству у атлетици на отвореном 2013. одржаном у Москви од 10. до 18. августа једанаести пут. Репрезентацију Бермуда представљала су двоје спортиста (1 мушкарац и 1 жена).,
На овом првенству Бермуди нису освојила ниједну медаљу. Није било нових националних рекорда нити других рекорда.

## Учесници
| Мушкарци: - Тајрон Смит — Скок удаљ | Жене: - Аранча Кинг — Скок удаљ |  |

## Резултати

### Мушкарци
| Атлетичар   | Дисциплина | Лични рекорд       | Квалификације | Квалификације | Финале               | Финале       | Детаљи |
| Атлетичар   | Дисциплина | Лични рекорд       | Резултат      | Место         | Резултат             | Место        | Детаљи |
| ----------- | ---------- | ------------------ | ------------- | ------------- | -------------------- | ------------ | ------ |
| Тајрон Смит | Скок удаљ  | 8,22 (-0.1 м/с) НР | 7,89          | 7. у гр. А    | Није се квалификовао | 13 / 28 (29) |        |

### Жене
| Атлетичарка | Дисциплина | Лични рекорд | Квалификације | Квалификације | Финале                | Финале       | Детаљи |
| Атлетичарка | Дисциплина | Лични рекорд | Резултат      | Место         | Резултат              | Место        | Детаљи |
| ----------- | ---------- | ------------ | ------------- | ------------- | --------------------- | ------------ | ------ |
| Аранча Кинг | Скок удаљ  | 6,50         | 6,36          | 11. у гр. Б   | Није се квалификовала | 23 / 29 (31) |        |